# Athmane Samir Amirat
Athmane Samir Amirat (en arabe : عثمان سمير عميرات) est un footballeur algérien né le 5 novembre 1975 à Alger. Il évoluait au poste de milieu de terrain.

## Biographie
Athmane Samir Amirat évoluait en première division algérienne avec les clubs de l'USM El Harrach, à l'USM Alger, puis au NA Hussein Dey, à l'ES Sétif et enfin à l'OMR El Anasser.

## Palmarès
| USM Alger - Coupe d'Algérie (2) : - Vainqueur : 1998-99 et 2000-01. |  | USM El Harrach - Championnat d'Algérie (1) : - Champion : 1997-98. |